# Крістіан Гаррісон
Крістіан Гаррісон (англ. Christian Harrison; 29 травня 1994) — американський тенісист.

## Фінали туру ATP

### Парний розряд: 5 (2 титули, 3 поразки)
| Легенда                       |
| ----------------------------- |
| Турніри Великого шолома (0–0) |
| ATP Tour 500 Series (2–0)     |
| ATP Tour 250 Series (0–3)     |

| Титули за покриттям |
| ------------------- |
| Тверде (2–3)        |
| Ґрунт (0–0)         |

| Титули за умовами |
| ----------------- |
| Під небом (1–3)   |
| У залі (1–0)      |

| Результат | В-П | Дата     | Турнір                           | Tier    | Покриття   | Партнер       | Опоненти                           | Рахунок                    |
| --------- | --- | -------- | -------------------------------- | ------- | ---------- | ------------- | ---------------------------------- | -------------------------- |
| Поразка   | 0–1 | Січ 2021 | Delray Beach Open, США           | ATP 250 | Тверде     | Раян Гаррісон | Аріель Беар Ґонсало Ескобар        | 7–6(7–5), 6–7(4–7), [4–10] |
| Поразка   | 0–2 | Січ 2025 | ATP Auckland Open, Нова Зеландія | ATP 250 | Тверде     | Ражів Рам     | Нікола Мектич Майкл Вінус          | Walkover                   |
| Перемога  | 1–2 | Лют 2025 | Dallas Open, США                 | ATP 500 | Тверде (i) | Еван Кінґ     | Аріель Беар Роберт Ґалловей        | 7–6(7–4), 7–6(7–4)         |
| Поразка   | 1–3 | Лют 2025 | Delray Beach Open, США           | ATP 250 | Тверде     | Еван Кінґ     | Міомір Кецмановіч Брендон Накашіма | 6–7(3–7), 6–1, [3–10]      |
| Перемога  | 2–3 | Лют 2025 | Abierto Mexicano TELCEL, Мексика | ATP 500 | Тверде     | Еван Кінґ     | Садіо Думбія Фаб'єн Ребуль         | 6–4, 6–0                   |